# Agano (schip, 1942)
De Agano (Japans: 阿賀野 軽巡洋艦, Agano keijunyōkan) was het leiderschip van de Agano-klasse van vier lichte kruisers, die ten dienste stonden van de Keizerlijke Japanse Marine tijdens de Pacifische oorlog. Haar naam was afgeleid van de rivier Agano in de Japanse prefecturen  Fukushima en  Niigata.

## Achtergrond
De lichte kruisers van de Agano-klasse waren ontworpen voor de vervanging van lichte gewapende commandoschepen voor torpedobootjager- en onderzeeboot-eenheden, en tot doelstelling voor het vervangen van eerdere klassen van lichte kruisers, gebouwd kort na het einde van de Eerste Wereldoorlog.

## Dienstcarrière
De "Agano" werd gebouwd in Sasebo op de Japanse Marine Werf en werd afgewerkt op 31 oktober 1942 en aanvankelijk toegewezen tot het Destroyer Squadron 10 van de Japanse Derde Vloot.
Op 16 december 1942 begon de "Agano" haar eerste gevechtsoperatie, waarvan ze deelnam samen met het Japanse vliegkampschip "Junyo" en andere oorlogsschepen tot het escorteren van de landingstroepen op Wewak en Madang in Nieuw-Guinea.
De "Agano" was vervolgens betrokken in de evacuatie van Japanse troepen van Guadalcanal, nadat het schip vrijwel onbetekenende wijzigingen had ondergaan, vooraleer ze mede met krachtvolle vlooteenheden aanving, tot doelstelling en als ruggensteun tegen Amerikaanse strijdmachten, die geland waren op Attu Island op de Aleoeten. Alhoewel, voordat in de tussentijd haar eenheid werd samengesteld, hadden de Amerikanen geheel de eilandengroep weer ingenomen en werd het offensief afgeblazen.
In juni 1943 was de "Agano" in Kure voor herstellingen, inbegrepen het aanbrengen van een luchtdoelradar Type 21 en tien 25-mm Type 96 anti-vliegtuig-snelvuurkanonnen in tweedubbele en twee driemondige snelvuurkanonnen, bijgevoegd tot de originele tweedubbele vuurmonden voor een totaal van 16 snelvuurkanonnen. Na de herbewapening en het droogdok, vertrok de "Agano" naar Truk in de Carolinen eilanden, samen met een zware Japanse strijdmacht. Niettegenstaande een aantal speldenprikken door Amerikaanse onderzeeërs en een aanval op het Japanse vliegdekschip "Zuiho", kwam de "Agano" veilig aan in Truk waar ze begon met het overbrengen van troepen op Rabaul.
De "Agano" vertrok met de vloot om de Amerikaanse invasietroepen nabij Eniwetok te onderscheppen in september 1943, maar slaagde er niet in om in contact te komen met de Amerikaanse strijdmachten.
Een andere poging tot het onderscheppen van Amerikaanse Navy-eenheden in oktober was een tegenslag als geen ander. Alhoewel, op 2 november 1943, terwijl ze deelnam aan de vlootondersteuning van de verdediging van Rabaul, nam de "Agano" deel in een grootscheepse actie (de Slag van Keizerin Augusta Baai) tegen Amerikaanse eenheden, welke daar de kruiser "Sendai" en de torpedobootjager "Hatsukaze" tot zinken werden gebracht.
Drie dagen later was de "Agano" terug in de haven van Rabaul. De lichte kruiser was ternauwernood ontsnapt aan luchtaanvallen van de Amerikaanse vliegdekschepen USS Saratoga (CV-3) en USS Princeton (CVL-23), en had ze maar lichte schade opgelopen en één gesneuveld bemanningslid.
De vloot koos terug zee tot het bewerkstellen van Amerikaanse strijdkrachten, maar dit werd afgelast en de vloot keerde terug huiswaarts naar Rabaul op 7 november 1943.
In de haven van Rabaul kreeg de "Agano" een Mark 13-torpedo in haar achtersteven, gelanceerd door een Grumman TBF Avenger-vliegtuig in een andere Amerikaanse luchtaanval, met als oorzaak, ernstige beschadigingen, en met als gevolg dat ze niet kon deelnemen, met de vlooteenheid van schout-bij-nacht Morikazu Osugi.
De volgende dag, samen met drie andere oorlogsschepen, vertrok de "Agano" voor Truk, maar onderweg werd ze getorpedeerd door de Amerikaanse onderzeeër USS Scamp (SS-277). De USS Albacore (SS-218) ondernam ook een aanvalspoging, maar werd zelf aangevallen door een spervuur van dieptebommen door de escorterende torpedojager.
De "Agano" werd op sleeptouw genomen door haar zusterschip, de lichte kruiser "Noshiro" en keerde zo terug naar Truk op 16 november 1943.
Na drie maanden van haastige lokale herstellingen, was de "Agano" weer bekwaam om met een operatie deel te nemen. Met maar twee schroeven van de vier in bedrijf, vertrok ze van Truk op 15 februari 1944, voor de Japanse thuiseilanden waar ze in haar geheel zou hersteld worden. Ze zou er nooit aankomen...
Geëscorteerd door de torpedobootjager "Oite", werd de "Agano" getroffen door twee torpedo's van de Amerikaanse onderzeeboot USS Skate (SS-305), op 160 zeemijlen van Truk. De torpedotreffers zetten de lichte kruiser in vuur en vlam. Van haar bemanning van 726 manschappen, werden zo'n 523 overlevenden nog gered door de begeleidende torpedojager "Oite".
De volgende morgen, 16 februari, zonk de "Agano" op positie 10°11' N. en 151°42' O.
Terwijl de "Oite" terugkeerde naar Truk, werd de torpedobootjager zelf het slachtoffer door bommen van Amerikaanse TBF Avengers, tijdens Operatie Hailstone op 18 februari 1944. De getroffen torpedobootjager nam 20 bemanningsleden met zich mee. Al de overlevenden van de lichte kruiser "Agano", waar tevens veel gewonden bij waren, en die gered werden door de onfortuinlijke "Oite", gingen mede verloren.
De "Agano" werd verwijderd van de Japanse Marinelijst op 31 maart 1944.

## Lijst van bevelhebbers
- Chef Uitrusting Officier - Kapt. Ko Nakagawa - 15 februari 1942 - 31 oktober 1942
- Kapt. Ko Nakagawa - 31 oktober 1942 - 5 augustus 1943
- Kapt. Hiroshi Matsubara - 5 augustus 1943 - 16 november 1943
- Kapt/RADM Takamatsu Matsuda - 16 november 1943 - 17 februari 1944 (gesneuveld; gered door "DD Oite", maar verging mede met de "Oite", het reddingsschip op 18 februari 1944.

### Boeken
- Brown, David (1990) Warship Losses of World War Two, Naval Institute Press. ISBN 1-55750-914-X
- D'Albas Andrieu (1965). Death of a Navy: Japanese Naval Action in World War II. Devin-Adair Pub. ISBN 0-8159-5302-X.
- Dull, Paul S. (1978). A Battle History of the Imperial Japanese Navy, 1941-1945. Naval Institute Press. ISBN 0-87021-097-1.
- Evans, David (1979). Kaigun: Strategy, Tractics, and Technology in the Imperial Japanese Navy, 1887-1941. Naval Institute Press. ISBN 0-87021-192-7.
- Howard, Stephen (1983). The Fighting Ships of the Rising Sun: the drama of the Imperial Japanese Navy, 1895-1945. Atheneum. ISBN 0-68911-402-8.
- Jentsura, Hansgeorg (1976). Warships of the Imperial Japanese Navy, 1869-1945. Naval Institute Press. ISBN 0-87021-893-X.
- Lacroix, Eric; Linton Wells (1997). Japanese Cruisers of the Pacific War. Naval Institute Press. ISBN 0-87021-311-3.
- Whitley, M.J. (1995). Cruisers of World War Two: An International Encyclopedia. Naval Institute Press. ISBN 1-55750-141-6.